# Johannes Grubenmann

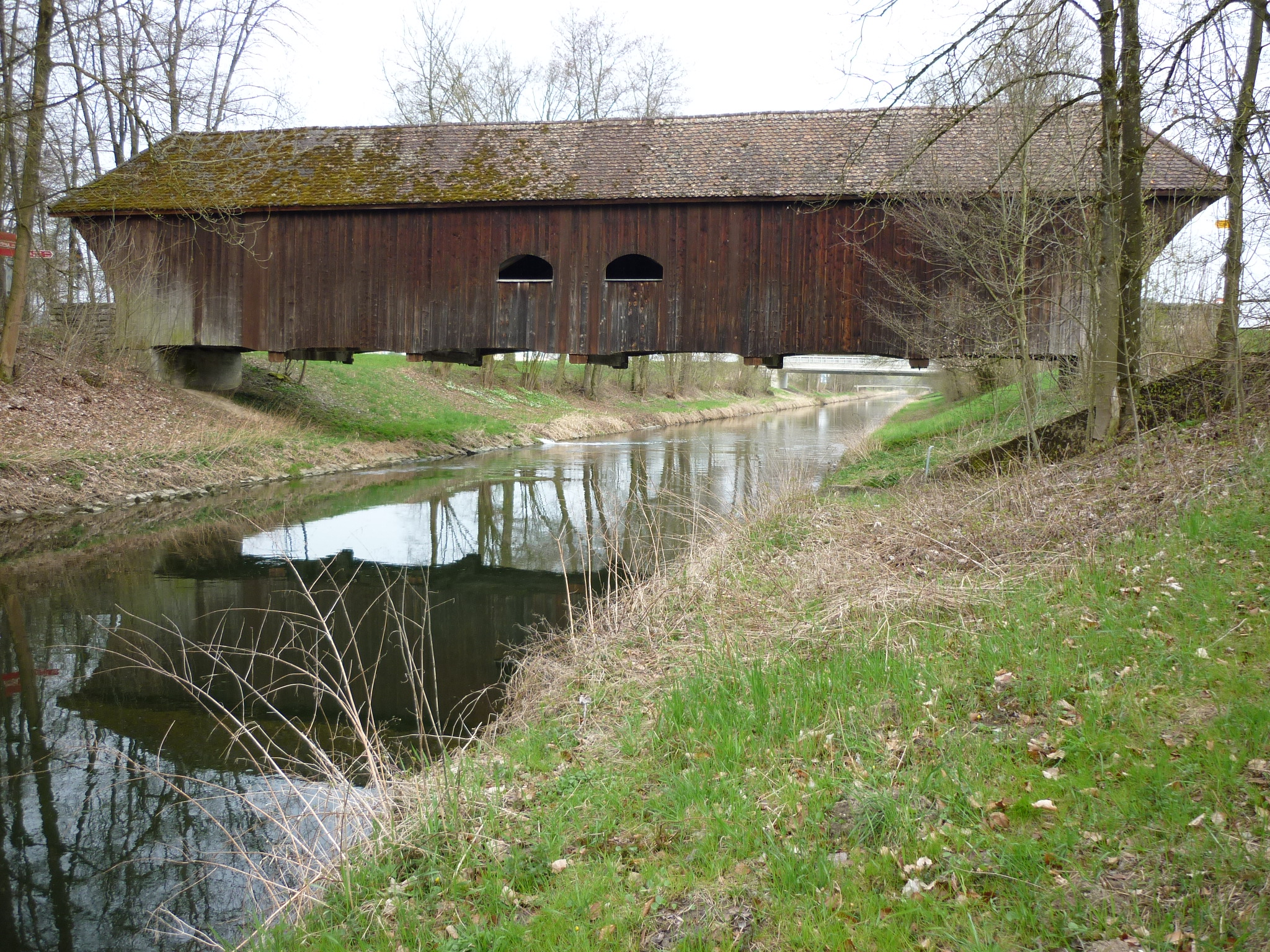
Grubenmann-Brücke über die Glatt in Rümlang

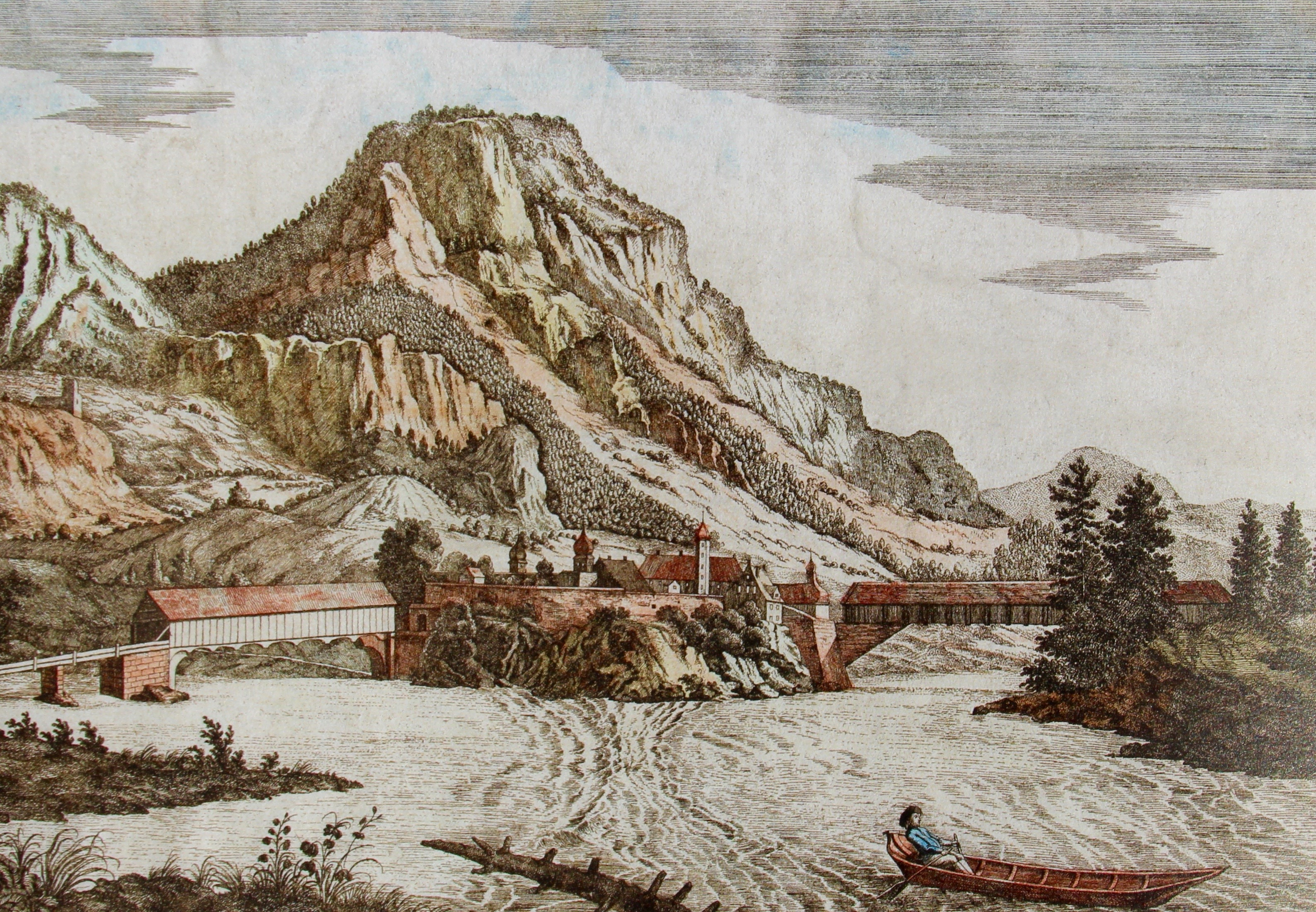
Brücken bei Reichenau GR

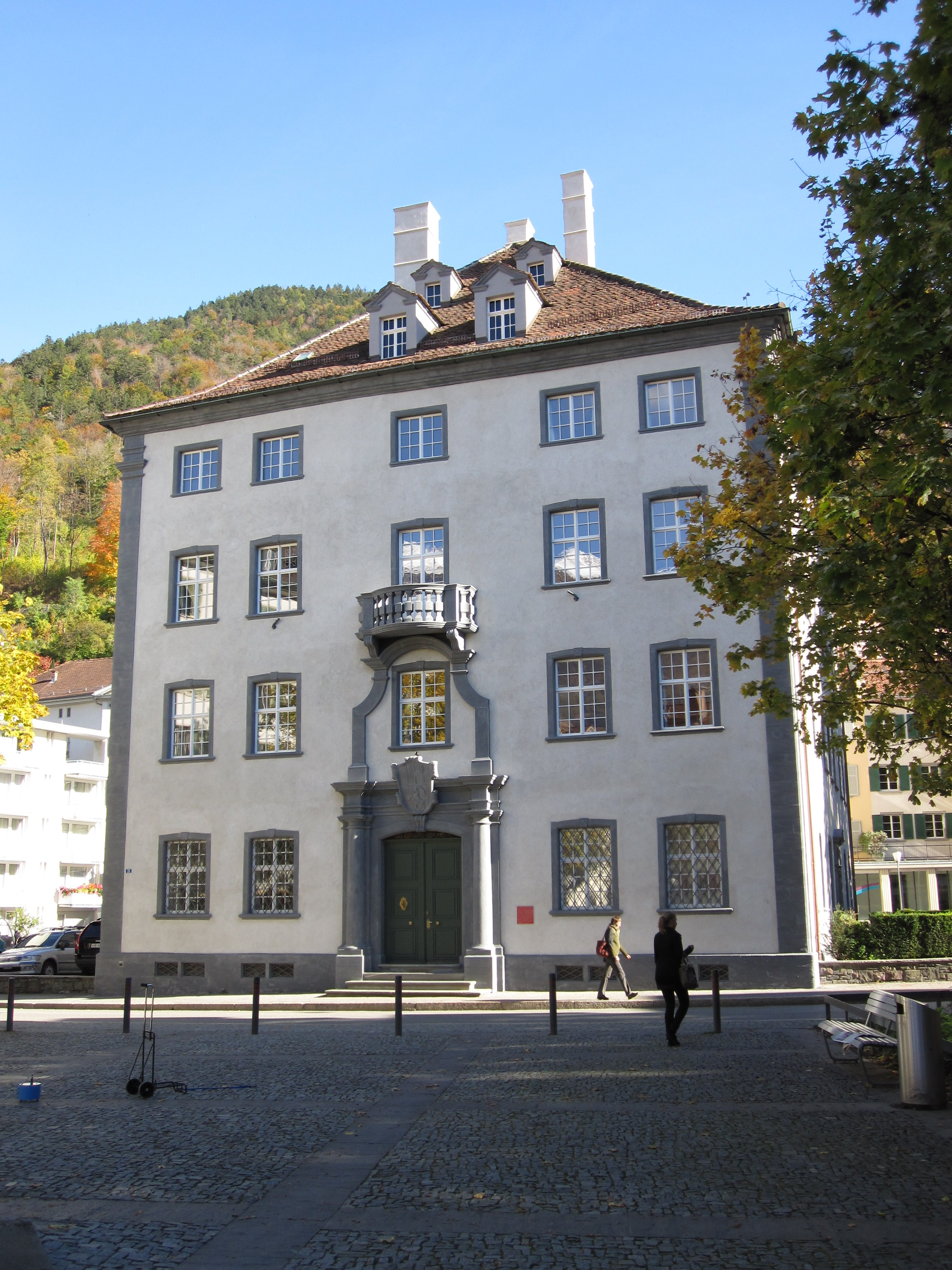
Chur: Graues Haus oder Neues Gebäu, heute Regierungsgebäude

Johannes Grubenmann (* 15. Juni 1707 in Teufen, Appenzell Ausserrhoden; † 12. Juni 1771 in Teufen; heimatberechtigt ebenda) war ein Schweizer Baumeister.

## Leben
Johannes Grubenmann wurde als zweiter Sohn des Zimmermanns und Baumeisters Ulrich Grubenmann (1668–1736) und der Barbara Zürcher in Teufen geboren. Grubenmann heiratete 1731 Anna Schläpfer, Witwe des Conrad Zellweger. Er hatte zwei Söhne, Johannes (* 1739, Klosterbaumeister von Wettingen) und Hans Ulrich (* 1743; † 1779 in Trogen). Im Jahr 1748 ging er eine zweite Ehe mit Katharina Sturzenegger, Tochter von Bartholome Sturzenegger, ein.
Im Jahr 1733 wurde er erstmals als selbstständiger Bau- und Zimmermeister erwähnt. Zusammen mit seinen Brüdern Jakob und Hans Ulrich war er am Wiederaufbau von Bischofszell in den Jahren 1743 bis 1744 beteiligt. Er spezialisierte sich auf Kirchtürme und Turmuhren. Später wurde er vor allem durch seine Brücken bekannt.
In den 1750er Jahren war er verschiedentlich in Graubünden tätig. Er baute unter anderen den Palast für Oberst Andreas von Salis in Chur – das heutige Regierungsgebäude –, die Brücken von Reichenau sowie eine im Prättigau. Durch die Brücken bei Reichenau erwarb er sich einen besonderen Ruf.
Letztes bekanntes Werk ist die im Jahr 1767 entstandene gedeckte Holzbrücke über die Glatt in Oberglatt, die 1950 nach Rümlang versetzt wurde.

## Werke

### Brücken
- Reichenau erbaut 1757, zerstört 1799
- Rümlang (bis 1950 in Oberglatt) erbaut 1767

### Profanbauten
- Palast für Jakob Zuberbühler in Speicher 1747
- Palast Neues Gebäu für Oberst Andreas von Salis in Chur (heute Regierungsgebäude) 1751
- Pfarrhaus in Wila 1768–1770
- Hirschen Oberglatt im Weiler Oberglatt, heute zu Flawil, stützenloser Dachstuhl, 1770–1771[1]